# Гипертриглицеридемия
Гипертриглицеридемия — повышенный («гипер-») уровень триглицеридов в крови («-емия»). Само по себе высокое содержание триглицеридов, как правило, не сопровождается симптомами, однако может быть связано с поражениями кожи, известными как ксантомы. К возможным осложнениям относятся сердечно-сосудистые заболевания и панкреатит. Как правило, панкреатит развивается только в случае тяжёлой формы заболевания. Повышенный уровень триглицеридов может встречаться как самостоятельное явление, так и в сочетании с другими нарушениями липидного обмена.
В большинстве случаев гипертриглицеридемия развивается под воздействием совокупности факторов. К распространённым факторам риска относятся ожирение, сахарный диабет, наследственная предрасположенность и метаболический синдром. К другим факторам риска относятся употребление алкоголя, гипотиреоз, заболевания почек, системная красная волчанка и приём некоторых лекарственных препаратов, например, ингибиторов протеазы и оральных контрацептивов. Основанием для постановки диагноза является уровень триглицеридов натощак более 150 мг/дл (1,7 ммоль/л). Гипертриглицеридемия умеренной степени соответствует значению от 150 до 1000 мг/дл (от 1,7 до 11,4 ммоль/л), тяжёлой — более 1000 мг/дл (> 11,4 ммоль/л).
Лечение включает в себя отказ от употребления алкоголя, снижение веса, ограничение потребления простых углеводов и контроль уровня сахара в крови. Применение лекарственных препаратов, как правило, не требуется, однако могут оказаться эффективными фибраты и жирные кислоты омега-3. При развитии панкреатита, обусловленного выраженной гипертриглицеридемией, применяются внутривенная инфузионная терапия, инсулин и, при необходимости, плазмаферез. Высокий уровень триглицеридов в крови наблюдается примерно у 30 % населения Соединённых Штатов Америки и чаще встречается у мужчин и пожилых людей. Очень высокие значения выявляются примерно у 2 % населения.